# Iloílo
Iloílo es una ciudad filipina situada en la isla de Panay. Iloílo es la capital de la provincia del mismo nombre de la que, sin embargo, no forma parte. Es el centro regional y el primer foco económico de la región Bisayas Occidentales y el centro del Gran Iloílo-Guimarás. La ciudad tiene 336 391 habitantes según el censo de 2000, lo que la convierte en la novena ciudad más poblada del país.
Iloílo fue la última capital del Imperio español en Asia.

## Historia
Miguel López de Legazpi desembarcó en la isla de Panay en 1566, estableciendo un asentamiento en Oton. Designó a Gonzalo Ronquillo como encomendero, que en 1581 trasladó la gobernación de la isla a la Villa de Arévalo. 
Hacia 1700, volvió a trasladarse la sede del gobierno de la isla. Esta vez a Irong-Irong, debido a los continuos ataques de los piratas moros, ingleses y holandeses. Allí construyeron el fuerte de San Pedro en 1616. Los españoles cambiaron el nombre primitivo por el de Iloílo.
A finales del siglo XVIII, se desarrolló una próspera industria del tejido, a base de piña, jusi, etc. Sus artículos eran exportados a Manila y al resto de las islas. Su gran actividad económica, favoreció la expansión de una floreciente clase media.
En el siglo XIX se transformó en la capital económica de las Filipinas. La expansión del cultivo de la caña de azúcar, llevada a cabo por sus industriales, con profusión de haciendas e ingenios, crearon una fuerte infraestructura económica con abundancia de establecimientos bancarios, seguros y fletes. 
A ello hay que añadir que en 1855, le fue otorgado a su puerto el libre comercio internacional, convirtiéndose en el segundo más importantes de las Filipinas, después de Manila.
En 1889, le fue conferido el título de ciudad. Más tarde, en 1896, por Real Decreto de la reina regente de España, le fue concedido que en su escudo de armas figurase la leyenda La Muy Noble. 
Cuando comienza la revolución filipina, Panay se alza bajo el mando del general Martín Delgado, que tomó todos los pueblos, salvo la capital, Molo y Jaro. 
La capital continuó siendo fiel y leal al gobierno peninsular, hasta tal punto que una vez rendida Manila, la sede colonial se traslada a la ciudad.
El 25 de diciembre de 1898, filipinos y españoles partieron como amigos en la Plaza de Alfonso Trece (hoy Plaza Libertad).
En nombre del último Gobernador General español, don Diego de los Ríos, el general de brigada y Gobernador Militar y Provincial, Ricardo Monet, y el Teniente Coronel, Agustín Solís, entregaron formalmente la plaza a la República de Filipinas en la persona del general filipino Martín Teófilo Delgado que representaba en Iloílo al Presidente Emilio Aguinaldo Famy que fue posteriormente nombrado primer gobernador de la provincia.
Los americanos desembarcan al poco, convirtiéndose en los nuevos colonizadores. Esta vez, los ilongos, se opusieron a la invasión americana, hasta tal punto, que el alzamiento antiamericano no finaliza hasta 1901.
Bajo el gobierno colonial americano, la ciudad siguió progresando. 
Por ley 158 de la Commonwealth, fueron incorporados los pueblos de Lapaz, Jaro, Mandurriao y Arévalo.
Los japoneses la ocuparon el 16 de abril de 1942. Pronto se formó el Movimiento guerrillero de Panay, el primero de todas las Filipinas que permaneció en la lucha hasta la reocupación americana de la isla.

## Geografía y clima
Ciudad Iloílo está situado en las costas del sur de Isla Panay. La ciudad está orientada El Estrecho de Iloílo y Isla Guimaras a través del estrecho, lo haciendo un puerto natural y anclaje seguro para los barcos. La ciudad es un llanura aluvial de ancho, cuál fue sanear de las tierras pantanosas porque de urbanización e industrialización en parte luego del siglo XIX hasta ahora. Los ríos de Iloílo, Batiáno y Jaro y arroyo Dungon atraviesan la ciudad. Río Iloílo es un estuario que separó los distritos de El Centro, Molo, y Villa Arévalo de la resta de la ciudad. En otro lado, Río Jaro es alimentado por río Tigum y el río Aganan y lo paso en llanuras de inundación de los distritos de Jaro y La Paz. Ciudad Iloílo es 337 millas náuticas de Manila. La ciudad tiene zona tierra total de 70.3 kilómetros cuadrados y es dividido en 180 barrios con siete distritos.
Ciudad Iloílo tiene un clima tropical con tiempo mojado pronunciado desde junio hasta noviembre; entonces tiempo seco pronunciado desde diciembre hasta mayo.

## Gobierno
Aunque Ciudad Iloílo es la ciudad capital de la provincia de Iloílo, mantiene su independencia del gobierno provincial. Solo los oficiales de ayuntamiento son votados por los residentes de la ciudad. El gobierno provincial no tiene jurisdicción sobre transacciones locales de ayuntamiento, porque lo mandado por la ley de la ciudad de Iloílo en año 1937. 

El alcalde es jefe ejecutivo y cabeza del ayuntamiento. El alcalde ahora de Iloílo por año 2010 hasta 2013 es Jed Patrick Mabilog de Partido Liberal. El vicealcalde ahora es pasado concejal José Espinoza III. El vicealcalde es el jefe de legislativo del ayuntamiento, cual es componer del 12 miembros de consejo de ayuntamiento llamaron concejales. La ciudad tiene uno distrito legislativo que representar en el Congreso de Filipinas. El congresista ahora de Iloílo es Geronimo Pontenciano-Treñas de Partido Nacionalista, después sirviendo como alcalde de la ciudad por nueve años.

Iloílo es el centro regional de Bisayas Occidentales. Oficinas regionales de los departamentos y agencias nacionales son ubican aquí. Agencias como Agencia de Investigación Nacional, Comisión de Regulatorias Profesionales, Comisión de Valores y Bolsa, Secretarias de Educación, Turismo, Relaciones Extranjeros, y Salud manejan transacciones viniendo las provincias de Aclán, Antique, Cápiz, Guimarás, Iloílo, Negros Occidental y ciudades de Iloílo y Bacolod.

## Idiomas
Al igual que en resto de Filipinas, la multilingüicidad es característica de la ciudad. El ilongo es el idioma regional, si bien el inglés es ampliamente conocido, y también el cebuano (visaya). El tagalo al ser el idioma nacional, también es bastante conocido, si bien no es muy hablado. Se mantienen pequeñísimas comunidades hispanohablantes, entre los habitantes de más edad, especialmente aquellos relacionados con familias de tradición azucarera y familias mestizas terciadas de chino, español y malayo.

## Distritos y divisiones locales

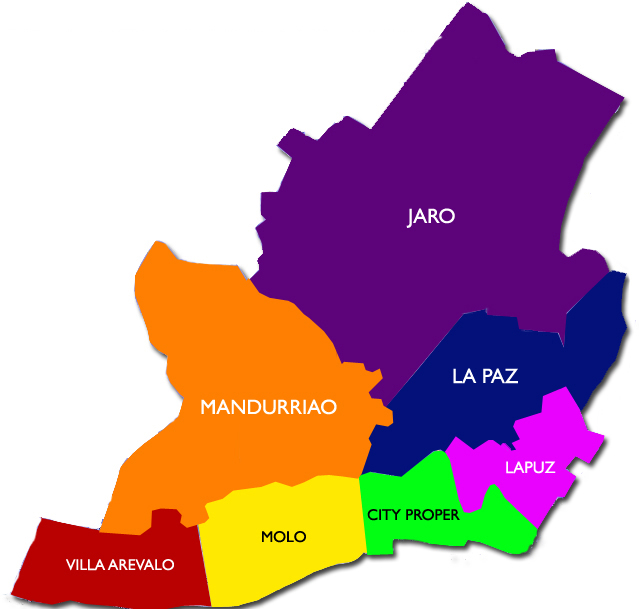
Los seis distritos de Iloílo

Iloílo es dividido en 180 barrios, cual son agrupados en seis distritos:
- Arévalo (13 barangayes)
- La Punta (City Proper) (45 barangayes)
- Jaro (42 barangayes)
- La Paz (25 barangayes)
- Mandurriao (18 barangayes)
- Molo (25 barangayes)
- Lapuz (12 barangayes)[7][8]

Todos los distritos de la ciudad fueron pueblos independientes, que se incorporaron a ella al crear el ayuntamiento; por lo cual cada uno tiene su propia iglesia, si bien dependen de la Arquidiócesis de Jaro. Los distritos de Jaro, Mandurriao y Molo son considerados zonas comerciales, mientras que Arévalo y La Paz son zonas residenciales. Molo fue una zona residencial, mientras que en Mandurriao se haya el antiguo aeropuerto de Iloílo (ahora cerrado), así como el centro comercial más grande de la ciudad, SM City Iloilo. El Centro es también una zona comercial y el centro político de la ciudad y provincia de Iloílo. Además, es sede del puerto local y muelle del río. El nuevo distrito de Lapuz, es principalmente una zona industrial y residencial, con empresas navieras, terminales petroleras y un molino en ella. La ciudad tiene un único distrito legislativo.

## Monumentos
Iglesia de Santa Ana en Molo
De estilo barroco, con su torre gótica, destaca su excepcional retablo también en estilo gótico. Fue construida en 1831 con coral de roca. Se le denomina la iglesia feminista, ya que cuenta con dieciséis imágenes de santas.
Catedral de Jaro
Construida en 1864. Sede del Arzobispo de Jaro que tiene jurisdicción sobre todas las Bisayas Occidentales. Fue visitada por S.S. el Papa Juan Pablo II. Se venera en la Catedral la imagen de la Nuestra Señora de la Candelaria, patrona de la ciudad, coronada en 1981 por el mismo Santo Papa.
Campanario de Jaro
Construido en 1744, servía de atalaya para las invasiones y sus campanas convocaban al pueblo en determinadas ocasiones. Fue destruido por una terremoto en 1787 y reconstruido en 1833. Consta de tres pisos y veintinueve metros de altura.
Calle Real
La clásica calle mayor hispánica, conserva edificios que se salvaron de los bombardeos de la guerra mundial. Son construcciones de la época de la Commonwealth, de estilos diversos, art-deco, art-nouveau, plateresco. Se extiende desde la Plaza de la Libertad hasta la Plazoleta Gay.
Museo de  Iloílo  
Contiene fósiles, alfarería nativa, alfarería china, recuerdos y reliquias de guerra, imaginería de la época colonial, un barco británico hundido, y ejemplos de arte filipino actual.
Otros monumentos
Puente de Tigbauan, capitolio provincial, iglesia de San Joaquín, iglesia de San José, iglesia de Miag-ao.